# Parkhotel Valkenburg Continental Cycling Team/Saison 2016
Dieser Artikel listet Erfolge und Fahrer des Radsportteams Parkhotel Valkenburg Continental Cycling Teams in der Saison 2016 auf.

## Erfolge in der UCI Asia Tour
In den Rennen der Saison 2016 der UCI Asia Tour gelangen die nachstehenden Erfolge.
| Datum   | Rennen                   | Kat. | Sieger               |
| ------- | ------------------------ | ---- | -------------------- |
| 8. März | 3. Etappe Tour de Taiwan | 2.1  | Peter Schulting      |
| 15. Mai | 3. Etappe Tour of Iran   | 2.1  | Derk Abel Beckeringh |

## Erfolge in der UCI Europe Tour
In den Rennen der Saison 2016 der UCI Europe Tour gelangen die nachstehenden Erfolge.
| Datum    | Rennen                        | Kat. | Sieger          |
| -------- | ----------------------------- | ---- | --------------- |
| 7. Juni  | Prolog Slowakei-Rundfahrt     | 2.2  | Dennis Bakker   |
| 19. Juni | 5. Etappe Ster ZLM Toer       | 2.1  | Wim Stroetinga  |
| 31. Juli | 3. Etappe Kreiz Breizh Elites | 2.2  | Peter Schulting |

## Abgänge – Zugänge
| Zugänge              | Team 2015                         | Abgänge          | Team 2016          |
| -------------------- | --------------------------------- | ---------------- | ------------------ |
| Derk Abel Beckeringh | Neoprofi                          | James Judd       | WV De Jonge Renner |
| Jochem Hoekstra      | Cyclingteam Jo Piels              | Jaap Kooijman    | WV De Jonge Renner |
| Remco te Brake       | Metec-TKH Continental Cyclingteam | Melvin Boskamp   | Unbekannt          |
| Sven van Luijk       | Cyclingteam Jo Piels              | Jenning Huizenga | Unbekannt          |
| Milan Veltman        | Metec-TKH Continental Cyclingteam | Bob Schoonbroodt | Team 3M            |
| Thijs Zonneveld      |                                   | Rick van Breda   | Baby-Dump          |

## Mannschaft
| Name                 | Geburtstag         | Nationalität |
| -------------------- | ------------------ | ------------ |
| Dennis Bakker        | 4. November 1993   | Niederlande  |
| Derk Abel Beckeringh | 23. September 1992 | Niederlande  |
| Dion Beukeboom       | 2. Februar 1989    | Niederlande  |
| Joris Blokker        | 20. September 1993 | Niederlande  |
| Massimo Graziato     | 25. September 1988 | Italien      |
| Jochem Hoekstra      | 21. Oktober 1992   | Niederlande  |
| Bram Nolten          | 19. Mai 1991       | Niederlande  |
| Jasper Ockeloen      | 10. Mai 1990       | Niederlande  |
| Peter Schulting      | 19. August 1987    | Niederlande  |
| Wim Stroetinga       | 23. Mai 1985       | Niederlande  |
| Remco te Brake       | 29. November 1988  | Niederlande  |
| Thijs van Beusichem  | 31. August 1993    | Niederlande  |
| Jim van den Berg     | 1. Juli 1985       | Niederlande  |
| Jurgen van Diemen    | 27. September 1991 | Niederlande  |
| Sven van Luijk       | 13. Oktober 1989   | Niederlande  |
| Marco Zanotti        | 10. September 1988 | Italien      |
| Thijs Zonneveld      | 28. September 1980 | Niederlande  |